# 勐腊钝头蛇
勐腊钝头蛇（学名：Pareas menglaensis），一种于中国云南省西双版纳傣族自治州勐腊县发现的爬行动物，隶属于钝头蛇科钝头蛇属。其种加词“menglaensis”意为“云南省勐腊县的”。
本种是依据云南省勐腊县采集到的标本发表的物种，Poyarkov等（2022）依据分子系统学和形态学数据，将其并入孟邦钝头蛇（Pareas berdmorei ）中。

## 形态特征
勐腊钝头蛇前额鳞不入眶；颔片3对，前部一对比另外两对小；背鳞中部9-13行起棱；背鳞中部3行扩大；颊鳞单枚，不入眶；眶前鳞2枚，眶下鳞2-3枚，眶后鳞1枚；颞鳞9-11枚（3+3+3、3+4+4或3+4+3）；上唇鳞7枚，不入眶；下唇鳞7-8枚；上颌齿3-5枚；泄殖腔不裂；背鳞通体15行；腹鳞176-177枚；尾下鳞65-79枚，成对。

## 保护
本种于2023年被收录入《有重要生态、科学、社会价值的陆生野生动物名录》。